# Magda Kröner
Magda Kröner, geborene Magda Helmke, (* 24. Januar 1854 in Rendsburg; † 31. Oktober 1935 in Düsseldorf) war eine deutsche Malerin des Naturalismus.

## Leben

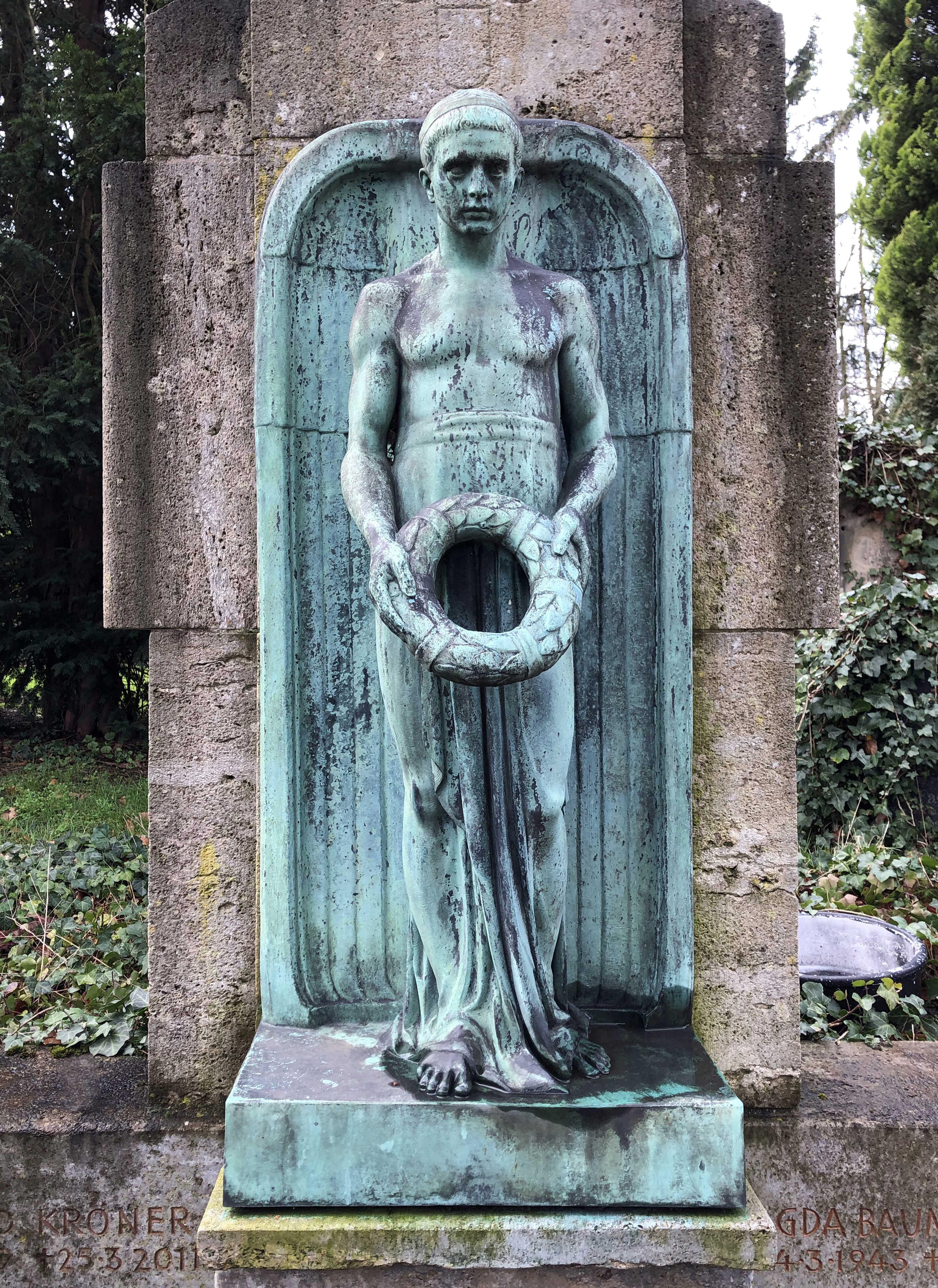
Skulptur von Josef Körschgen (1914) auf der Grabstätte Familie Kröner

Magda wurde als erste Tochter des Paul Bernhard Helmcke, Rechtsanwalt und Notar in Rendsburg/Holstein, geboren und verlebte ihre Jugend in Norddeutschland. Ihre größte Leidenschaft war das Malen, jedoch war Frauen eine akademische Ausbildung nur im Rahmen privater Ausbildungsstätten möglich. Angezogen von der Düsseldorfer Malerschule ging Magda Helmke 1879 nach Düsseldorf und wurde im Atelier des Landschaftsmalers Christian Kröner als Privatschülerin aufgenommen, welcher sie fortan förderte. Nach vier Jahren Malunterricht heiratete sie 1883 ihren Lehrer.
Hatte Magda Kröner sich anfänglich der Landschaftsmalerei gewidmet konzentrierte sie sich nun mehr und mehr auf Stillleben mit Blumen- und Obstkompositionen. Auf zahlreiche Studienfahrten fand sie Anregungen für ihre Gemälde. Zusammen mit ihrem Mann, welcher unter anderem auch Jäger war, führten ihre Reisen in den Teutoburger Wald, den Harz, in die Holsteinische Schweiz und nach Borkum. Im Haus der Körners, gelegen am Malkastenpark in der Pempelforter Straße, bildete sich ein Zentrum der Düsseldorfer Kultur. Hier befanden sich auch die Ateliers des Malerpaars.
Magda Kröner war Mitglied im Verein Düsseldorfer Künstlerinnen, dessen Ehrenmitglied sie später wurde, in der Allgemeinen deutschen Kunstgenossenschaft und im Verein der Düsseldorfer Künstler zu gegenseitiger Unterstützung und Hilfe. Nach der Jahrhundertwende erreichte Magda Kröner den Zenit ihrer öffentlichen Anerkennung. 1901 erwarb Kaiser Wilhelm II. die Gemälde „Stiller Winkel“ und „Roter Mohn“, 1903 der Erbprinz von Sachsen-Meiningen den „Marientag“. Zu ihrem 75. Geburtstag ehrte 1929 die Düsseldorfer Kunsthalle Magda Kröner mit einer Sonderausstellung.
Von den zwei Söhnen, welche sie mit Christian Kröner hatte, wurde Erwin Kröner ebenfalls Maler.
1935 starb die Malerin Magda Kröner mit 81 Jahren und wurde im Familiengrab auf dem Nordfriedhof beigesetzt.

## Werk

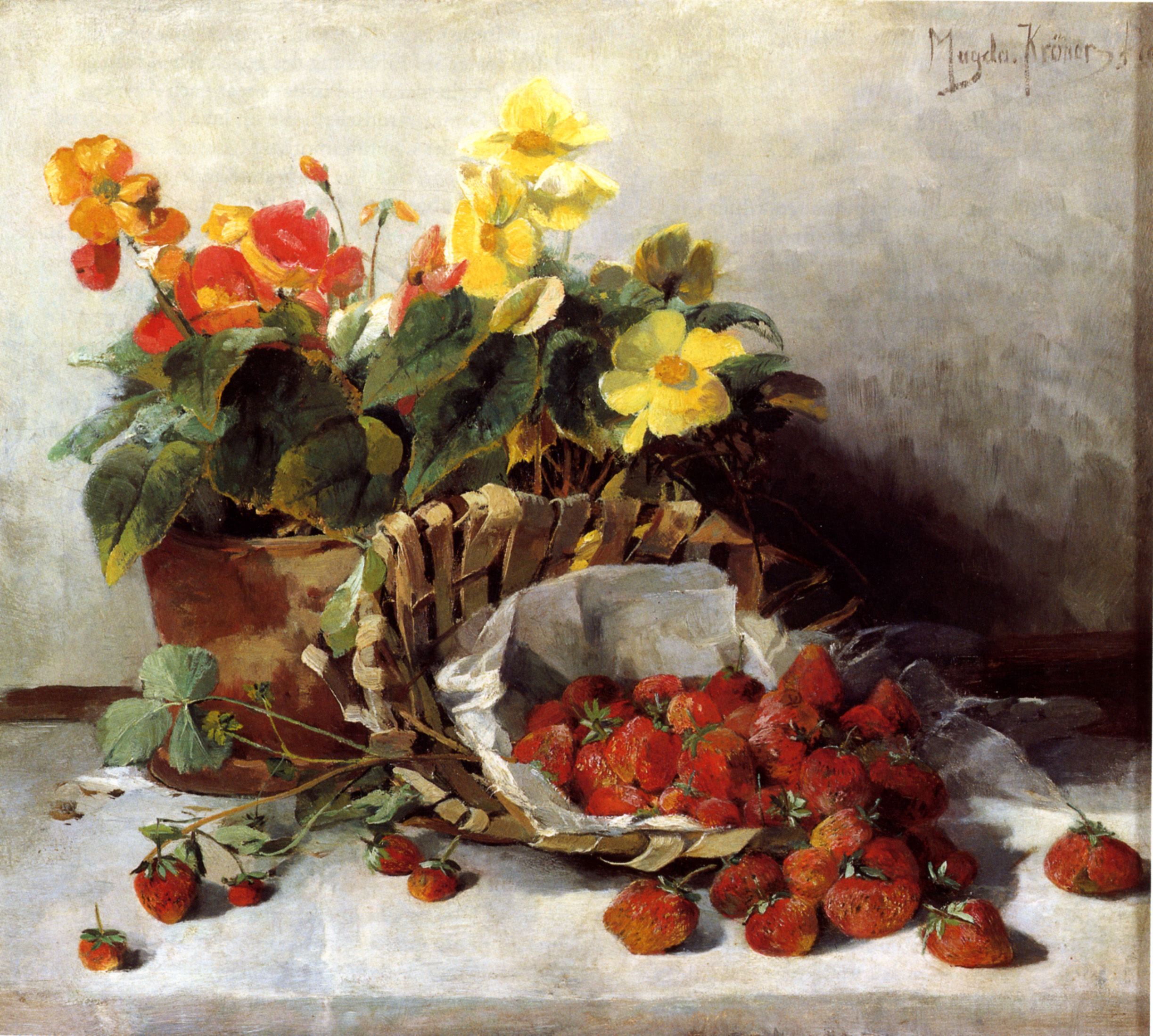
Stillleben mit Erdbeeren

„Stilleben waren im 19. Jahrhundert die einzige Thematik der Malerei, die überwiegend von Frauen behandelt wurde. Besonders im letzten Drittel der Düsseldorfer Malerschule treten einige Künstlerinnen gleichzeitig in Erscheinung, deren Werke, wie bei Helen Searle und Emilie Preyer, noch in der romantischen Tradition stehen oder, wie bei Magda Kröner, bereits einem neuen Naturalismus angehören. […] Nicht das betont arrangierte Stilleben in der Tradition der holländischen Malerei dominiert ihre Kompositionen, sondern eher das natürliche, scheinbar zufällig zustande gekommene Arrangement aus Wiesenblumen in einfachen Gefäßen. Mit kräftigen Pinselstrichen modelliert sie Stilleben und Hintergrund zu einer modern aufgefassten räumlichen Einheit, die anstelle der Zeichnung jetzt die Verteilung der Farben auf der Bildfläche setzt.“ (Hans Paffrath: Galerie der Künstler)

## Ausstellungen
Bereits 1881 war Magda Helmcke mit zwei Bildern Holsteinischen Landschaften auf der Düsseldorfer Kunstausstellung des Kunstvereins für die Rheinlande und Westfalen in der Kunsthalle vertreten. Weitere Ausstellungen ihrer Werke folgten. So 1884 mit einem Stillleben auf der Großen Kunstausstellung Berlin der Königlichen Akademie der Künste oder im Glaspalast München. Die Düsseldorfer Frühjahrs-Ausstellungen beschickte sie seit den 1890er Jahren regelmäßig, meist zusammen mit ihrem Mann. Auf der Londoner Crystal-Palace-Ausstellung erhielt sie 1895 für Früchte und Blumen eine Bronzemedaille und 1899, ebenfalls in London, für das Bild Unter Blumen eine Silbermedaille.

## Werk (Auswahl)
- Holsteinische Landschaften. 1881.
- Mohnblumen. 1893.
- Frühlingsblumen. 1894.
- Clematis. 1895.
- Stillleben mit Blumen und Erdbeeren. 1895.
- Stillleben mit Früchten und Blumen. 1895.
- Vase mit Mohn. 1896.
- Dunkler Mohn und Äpfel. 1897.
- Blumen und Früchte. 1897.
- Cinnerarien. 1897.
- Unter Blumen. 1898.
- Stiller Winkel. 1901.
- Roter Mohn. 1901.
- Blühende Wicke. 1901.
- Marientag. 1903.
- Stillleben mit Kirschen und Erdbeeren im geflochtenen Korb. 1904.
- Waldfrieden (Muttergott unter Blumen). 1904.
- Mohnblumen im Tonkrug. 1907.
- Stillleben mit altem Kupfertopf. 1909.
- Blumenstillleben. 1917.
- Berglandschaft mit jugendlichem Ziegenhirt. 1922.
- Blumenstillleben. 1929.